# Кічігін Ігор Юрійович
Ігор Юрійович Кічігін (рос. Игорь Юрьевич Кичигин; нар. 23 листопада 1969 Бухара, Узбецька РСР) — радянський, російський узбекистанський футболіст, виступав на позиції захисника та півзахисника.

## Кар'єра гравця
Клубну кар'єру розпочинав у 1990 році в «Нурафшоні», надалі грав у «Зарафшані». У 1992 році на запрошення Федора Новікова ще з декількома гравцями з Середньої Азії перебрався у воронезький «Факел». Дебютував у футболці воронезького клубу 29 березня 1992 року в програному (0:1) виїзного поєдинку 1-го туру першого етапу Групи «А» вищої ліги чемпіонату Росії проти єкатеринбурзького «Уралмашу». Ігор вийшов на поле на 75-й хвилині, замінивши Олександра Щеголєва. У футболці «Факела» зіграв 12 матчів.
Надалі виступав за «Темп» з Шепетівки. Дебютував у складі шепетівського колектива 24 жовтня 1992 року в ніийному (1:1) поєдинку 16-го туру першої ліги проти столичного «Динамо-2». Кічігін вийшов на поле в стартовому складі та відіграв увесь матч. Єдиним голом у складі команди з Шепетівки відзначився 31 жовтня 1992 року на 34-й хвилині переможного (3:1) домашнього поєдинку 18-го туру першої ліги проти мукачевського «Прибориста». Кічігін вийшов  стартовому складі та відіграв увесь матч.
У 1993 році повернувся в Узбекистан, виступаючи в різних командах країни, серед яких: «Сітора» з Бухари, «Бухара» й «Нефтчі» з Фергани.
У 2001 році перейшов у «Діану». Дебютував у футболці волжського клубу 4 травня 2001 року в нічийному (3:3) виїзному поєдинку 3-го туру другого дивізіону зони «Поволжя» проти «Балаково». Ігор вийшов на поле в стартовому складі та відіграв увесь матч. У складі «Діани» виступав до 2002 року (з перервою у 2001 році), загалом зіграв 42 матчі в чемпіонаті Росії та відіграв 2 поєдинки в кубку Росії. Грав також у клубі «Самарканд-Динамо», «Андижан» і «Дустлік». У 2004 році перейшов в «Іжевськ». Дебютував у складі нової команди 19 квітня 2004 року в програному (0:2) виїзному поєдинку 1/512 кубку Росії проти кіровського «Динамо». Кічігін вийшов у стартовому складі, а на 46-ій хвилині його замінив Артем Нельзін. Дебютував у футболці «Іжевська» в другій лізі чемпіонату Росії (зона «Урал-Поволжя») в програному (0:6) домашньому поєдинку 1-го туру проти челябінського ЛУКойла. Ігор вийшов на поле в стартовому складі та відіграв увесь матч. Протягом вояжу до Іжевська зіграв 18 матчів у другому дивізіоні Росії та 1 поєдинок у кубку Росії. У 2004 році зіграв 6 матчів у складі ФК «Серпухова» в аматорському чемпіонаті Росії.

## Кар'єра в збірній
Єдиний матч за збірну Узбекистану зіграв 8 травня 1996 року проти збірної Таджикистану в рамках кваліфікаційного матчу Кубка Азії 1996.

## Тренерська діяльність
У 2006 році працював головним тренером «Діттон-2», також був тренером основою команди. Після відставки Кірьякова був призначений в.о. тренером «Діттона». Надалі тренував дитячу команду «Церіб», де працював з 15-річними підлітками. З 2009 по 2010 рік працював головним тренером у «Транзітсі». У 2011 році повернувся в «Діттон-2», який змінив назву на «Вентспілс-2».

## Досягнення
«Нурафшон» (Бухара)
- Вища ліга чемпіонату Узбекистану
  -  Срібний призер (1): 1994

«Нефтчі» (Фергана)
- Вища ліга чемпіонату Узбекистану
  -  Чемпіон (1): 1995

- Кубок Узбекистану
  -  Володар (1): 1996